# Galium firmum
Galium firmum är en måreväxtart som beskrevs av Ignaz Friedrich Tausch. Galium firmum ingår i släktet måror, och familjen måreväxter. Inga underarter finns listade i Catalogue of Life.